# Jan van Oudenaarde (bier)
Jan van Oudenaarde is een Belgisch bier van hoge gisting.
Het bier werd gelanceerd ter ere van het 200-jarig bestaan van de artisanale suikerbakkerij Jan van Gent te Oudenaarde op 22 maart 2012. Men hoopte het nieuwe bier Jan van Gent te noemen naar het voormalige bier van Brouwerij Liefmans, maar de merknaam is in bezit van Brouwerij Duvel Moortgat en werd door haar niet vrijgegeven.
Het bier wordt gebrouwen in De Proefbrouwerij te Hijfte voor bierfirma Slaapmutske. Brouwmeester Dany De Smet liet zich inspireren door de producten van de suikerbakkerij. Er wordt gebruikgemaakt van Engelse natuurhop. Het bier heeft een volle, moutige smaak met een zacht bittere afdronk en een rijk hoparoma.